# کریستیانو سالرنو
کریستیانو سالرنو (ایتالیایی: Cristiano Salerno؛ زادهٔ ۱۸ فوریهٔ ۱۹۸۵) دوچرخه‌سوار اهل ایتالیا است. وی در مسابقات جیرو دیتالیا شرکت کرده است.